# Collins-Nunatak
Der Collins-Nunatak (norwegisch Øvreknatten ‚Oberer Felsvorsprung‘) ist ein kleiner und isolierter Nunatak an der Ingrid-Christensen-Küste des ostantarktischen Prinzessin-Elisabeth-Lands. Er ragt etwa auf halbem Weg zwischen dem Landing Bluff und den Statler Hills auf.
Norwegische Kartografen, die ihn auch benannten, kartierten ihn 1946 anhand von Luftaufnahmen der Lars-Christensen-Expedition 1936/37. Neuerliche Kartierungen erfolgen 1968 bei Tellurometervermessungen im Rahmen der Australian National Antarctic Research Expeditions. Das Antarctic Names Committee of Australia  benannte ihn 1968 nach Neville Joseph Collins (* 1925), Dieselaggregatmechaniker auf der Mawson-Station (1957, 1960) und auf der Wilkes-Station sowie beteiligt an der Erkundung des Amery-Schelfeises im Jahr 1968.